# Alexander Gordon (4e duc de Gordon)
Alexander Gordon, 4e duc de Gordon, (18 juin 1743 - 17 juin 1827), titré le marquis de Huntly jusqu'en 1752, est un noble écossais, décrit par Kaimes comme "le plus grand sujet de Grande-Bretagne" et aussi appelé le coq. o 'The North, l'épithète traditionnelle attachée au chef du Clan Gordon.

## Jeunesse
Alexander Gordon est né au Château de Gordon, Fochabers, le 18 juin 1743, fils aîné de Cosmo Gordon (3e duc de Gordon) et de son épouse, Catherine Gordon, fille de William Gordon (2e comte d'Aberdeen). Il fait ses études au Collège d'Eton et peut-être aussi à Harrow. Il devient 4e duc de Gordon en 1752. Son frère cadet George Gordon est responsable des émeutes de Gordon.
Il est élu représentant écossais en 1767. Il est nommé Chevalier du Chardon en 1775 et nommé pair de Grande-Bretagne en tant que baron Gordon de Huntley, de Huntley dans le comté de Gloucester, et comte de Norwich, dans le comté de Norfolk, en 1784. Ses nouveaux titres ne sont pas universellement reconnus, certains pensaient qu'il avait pris des désignations auxquelles il n'avait aucun droit.
Il est garde du grand sceau d'Écosse de 1794 à 1806 et de 1807 à 1827. Entre 1793 et 1827, il est chancelier du King's College, à Aberdeen. En outre, il est Lord Lieutenant de l'Aberdeenshire jusqu'en 1808. Il reçoit l'Ordre du Chardon du roi George III le 11 janvier 1775. Le Dictionnaire de Biographie Nationale le décrit ainsi: "Au moment de son mariage, le duc était réputé être l'un des plus beaux hommes de son temps".
Il lève le 92e régiment de fantassins (Gordon Highlanders) en 1794 pour les Guerres de la Révolution française. Il est responsable de la création du nouveau village de Fochabers ainsi que de ceux de Tomintoul et de Portgordon dans le Banffshire. Il est également crédité en tant que fondateur de la race de chien Setter Gordon, ayant popularisé cette race au 18e siècle puis officialisé son standard en 1820.
Il est un partisan enthousiaste et un mécène de la musique de William Marshall (1748–1833), violoniste et compositeur écossais, et célèbre pour ses nombreux strathspeys, qui est l'intendant de la famille Gordon .

## Mariage et descendance

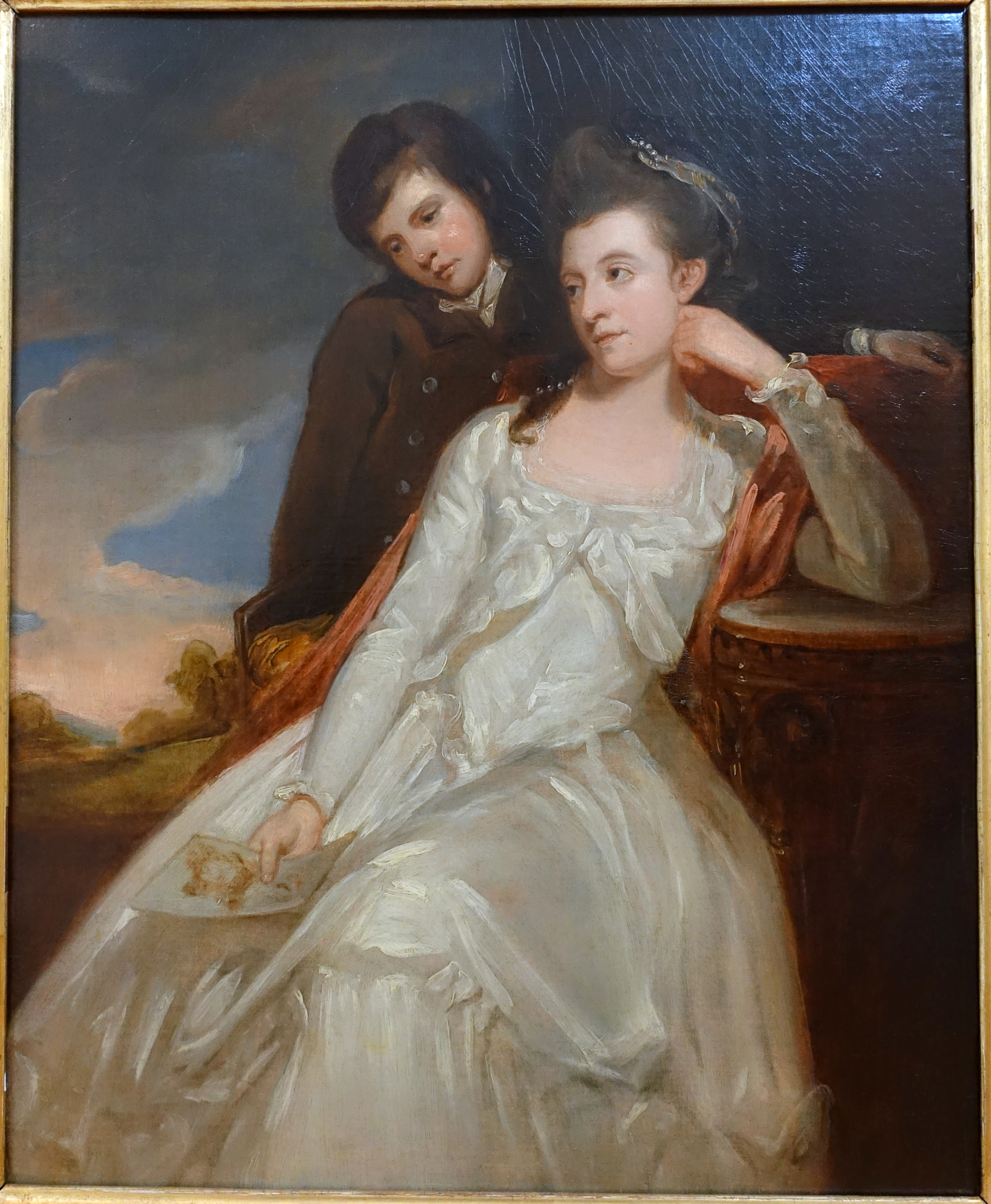
Jane, duchesse de Gordon avec son fils, George Duncan (1770-1836), par George Romney

Gordon se marie le 23 octobre 1767 à Ayton, dans les Scottish Borders, puis à Argyll Street, à Édimbourg, avec Jane Maxwell (en), fille de William Maxwell, troisième baronnet de Monreith, de son épouse Magdalen, fille de William Blair. Le chroniqueur Nathaniel Wraxall décrit Jane comme une beauté célèbre. À partir de 1787, elle fait partie de la vie sociale du parti conservateur et est décrite dans le Female Jockey Club de 1794 comme possédant "une physionomie ouverte et vermeille, rapide en repartie, et personne ne la surpassant en accomplissant les honneurs de la table, sa société est généralement courtisée".
Elle réside pendant quelques années à Édimbourg, mais refuse finalement de rester à George Square, parce qu’il s’agit d’un «lieu insalubre».
Le mariage du duc et de la duchesse est orageux dès le début et ils n’ont fait aucun effort particulier pour être fidèle à l’autre. Quelques années avant sa mort, elle est séparée du duc. Alors que la duchesse vit au centre de la société, le duc vit dans la retraite à Gordon Castle.
Elle possédait une capacité inégalée de faire de beaux mariages. Parmi ses cinq filles, trois sont mariées à des ducs : Charlotte au duc de Richmond (en) : d'où la reprise du titre ducal de Gordon par leur petit-fils Charles Gordon-Lennox ; Susan au duc de Manchester (en) ; Georgiana au duc de Bedford (en) ; et une à un marquis (Louisa au marquis Charles Cornwallis).
La duchesse de Gordon décède à l'hôtel Pulteney's, Piccadilly, Middlesex, le 14 avril 1812. Elle est enterrée à Kinrara, près d'Aviemore. Après sa mort, Alexander épouse au Kirk of Fochabers (probablement Bellie) en juillet 1820, Jane [ou Jean] Christie, qui est originaire de Fochabers et a alors environ 40 ans. Alexander a déjà eu quatre enfants avec elle. Après leur mariage, elle vit dans une maison de ville à Fochabers. Elle affirme qu'en résidant au château, que le duc avait reconstruit et agrandi considérablement, aucun de ses amis ne lui rendrait visite.
Le colonel Charles Gordon, l'un des fils illégitimes du duc, se voit confier la propriété de Glasterim, près de Port Gordon. Curieusement, le colonel Gordon avait été un grand favori de la défunte duchesse.
Jane est décédée le 17 juin 1824. Le duc lui-même meurt subitement à Mount Street, Berkeley Square, le 17 juin 1827, et est enterré dans la Cathédrale d'Elgin. Son fils George Gordon, 5e duc de Gordon, lui succède.

## Descendance légitime
Le duc a un total de sept enfants de sa première femme:
- Charlotte Gordon (en) (Château de Gordon, 20 septembre 1768 - Londres, 5 mai 1842), mariée le 9 septembre 1789 à Charles Lennox (4e duc de Richmond). Elle est hôtesse du Bal de la Duchesse de Richmond - "le bal le plus célèbre de l'histoire" [2] et a finalement hérité de tous les vastes domaines de la famille Gordon.
- George Gordon (5e duc de Gordon) (Édimbourg , 2 février 1770 - Londres, 28 mai 1836)
- Madelaine Gordon (1772 - 31 mai 1847), mariée le 2 avril 1789 à Londres, à Sir Robert Sinclair, 7e baronnet (décédé en août 1795). Elle se remarie le 25 novembre 1805 au Château de Kimbolton à Charles Fysche Palmer de Luckley Park, dans le Berkshire.
- Susan Gordon (château de Gordon, 2 février 1774 - Bedfont Lodge, 26 août 1828), mariée le 7 octobre 1793 à Édimbourg à William Montagu (5e duc de Manchester). Elizabeth Grant de Rothiemurchas dans ses Mémoires d'une Highland Lady note en 1812 que "la duchesse [de Manchester] avait quitté la maison plusieurs années auparavant avec l'un de ses valets", tandis que Lady Jerningham écrivait en septembre 1813 que "la duchesse de Manchester se sépara enfin de son mari, sa conduite était notoirement mauvaise".
- Louisa Gordon (Château de Gordon, 27 décembre 1776 - Park Crescent, Middlesex, 5 décembre 1850), mariée le 17 avril 1795 à Londres, avec Charles Cornwallis (2e marquis Cornwallis). Lorsque le marquis aurait "exprimé à la duchesse de Gordon une certaine hésitation à épouser sa fille en raison de la prétendue folie de la famille Gordon, elle lui a donné la gratifiante assurance qu'il n'y avait pas une goutte de sang de Gordon dans Louisa."[3]
- Georgiana Gordon (Château de Gordon, 18 juillet 1781 - Nice, 24 février 1853), mariée le 23 juin 1803 à Londres, à John Russell (6e duc de Bedford).
- Alexander Gordon (1785 - 8 janvier 1808), sert comme officier dans l'armée britannique, célibataire.

## Dans la culture populaire
Gordon est décrit à deux reprises comme étant en train de se battre à la bataille de Waterloo : dans le film de 1970, Waterloo , où il était interprété par Rupert Davies , et l'épisode de l' armée du père, A Soldier's Farewell , où il était interprété par John Laurie .